# Torneo de las Cuatro Ligas
El Torneo de las Cuatro Ligas es una competición futbolística que se desarrolla entre las ligas de fútbol de cinco municipios del norte y noroeste de la Provincia de Buenos Aires, Argentina; estas son las de Junín, Pergamino, Rojas, Salto y Colón.
El número de equipos es variable, pero ronda entre los 20 y los 30 clubes divididos en cuatro zonas de entre seis y ocho equipos, siendo la Liga de Pergamino la que más representantes aporta.
Hay que destacar que esta liga también la juegan algunos clubes del sur de la Provincia de Santa Fe como los equipos de Wheelwright: Ítalo Argentino y Social.
Se baraja la posibilidad de sumar a nuevas ligas para que participen, siendo la de Arrecifes la que tiene mayores chances de incorporarse.
El campeón de este torneo se asegura una plaza para jugar el siguiente Torneo del Interior o «Torneo Argentino C».

## Campeones
| Año  | Ligas                                                    | Campeón             |
| ---- | -------------------------------------------------------- | ------------------- |
| 2005 | Colón Pergamino Salto Rojas                              | Sports Salto        |
| 2006 | Colón Pergamino Salto Rojas                              | Defensores de Salto |
| 2007 | Colón Pergamino Salto Rojas                              | Sports Pergamino    |
| 2008 | Colón Pergamino Salto Rojas                              | Sp. Barracas        |
| 2009 | Colón Pergamino Salto Rojas                              | El Huracán          |
| 2010 | Junín Colón Salto Rojas Chacabuco Bragado Gral. Arenales | Defensores de Salto |
| 2011 | Junín Colón Salto Rojas Chacabuco Bragado Gral. Arenales | Social Ascensión    |
| 2012 | Junín Colón Salto Gral. Arenales Rojas Chacabuco         | Jorge Newbery       |
| 2013 | Junín Colón Salto Gral. Arenales Rojas Chacabuco         | Social Ascensión    |
| 2014 | Junín Colón Salto Gral. Arenales Rojas Chacabuco         | Sp. Barracas        |
| 2015 | Junín Colón Salto Chacabuco                              | Sp. Barracas        |

### Palmarés
| Equipo              | Campeonatos | Edición(es)    |
| ------------------- | ----------- | -------------- |
| Sp. Barracas        | 3           | 2008 2014 2015 |
| Defensores de Salto | 2           | 2006 2010      |
| Social Ascensión    | 2           | 2011 2013      |
| Jorge Newbery       | 1           | 2012           |
| El Huracán          | 1           | 2009           |
| Sports Pergamino    | 1           | 2007           |
| Sports Salto        | 1           | 2005           |

### Campeones por liga
| Liga             | Campeonatos | Equipos                            |
| ---------------- | ----------- | ---------------------------------- |
| Colón            | 4           | Sp. Barracas (3) Jorge Newbery (1) |
| Salto            | 3           | Def. de Salto (2) Sports Salto (1) |
| General Arenales | 2           | Social Ascensión (2)               |
| Rojas            | 1           | El Huracán (1)                     |
| Pergamino        | 1           | Sports Pergamino (1)               |